# Монастырь Эбербах
Монастырь Эбербах (нем. Kloster Eberbach) — бывшее цистерцианское аббатство. 

## Место расположения
Располагается недалеко от гессенского города Эльтвилле-ам-Райн (Дармштадт).

## Описание
Сегодня романские и раннеготические архитектурные памятники аббатства, расположенные в природном парке Рейн-Таунус, являются одними из наиболее значимых в Европе.

## История
Одна из старейших и наиболее важных обителей цистерцианцев в Германии, основанная в 1136 году, была известна своими виноградниками.
В 1803 году было упразднено.
В 1986 году здесь проходили съёмки фильма «Имя розы».